# Datenhafen
Datenhafen bezeichnet ein ursprünglich in der Science-Fiction-Literatur entstandenes Konzept, mit dem durch Computer und Rechnernetze ein der staatlichen Kontrolle entzogener Zugriff auf im Internet kursierende Daten ermöglicht werden soll.

## Ursprung
Der Begriff Datenhafen wird zum ersten Mal im Roman Inseln im Netz des amerikanischen Science-Fiction-Schriftstellers Bruce Sterling aus dem Jahre 1988 thematisiert. William Gibson benutzt in seinem Roman Biochips (1986) den Begriff Datenparadies, für die Handlung spielt dieses jedoch nur eine sehr untergeordnete Rolle. In Neal Stephensons Cryptonomicon (1999) ist die Idee des Sultans der fiktiven asiatischen Insel Kinakuta, einen Datenhafen für sicheren, von keiner staatlichen Seite her kontrollierten Datentransfer zu errichten, ein zentraler Handlungsstrang.

## Grundidee
Die Datenhäfen werden dort errichtet, wo sie keiner staatlichen Kontrollinstanz unterliegen, welche die abgelegten Daten löschen, unkenntlich machen oder verfälschen könnte. Der unbeschränkte Abruf der Information ist aufgrund technischer Maßnahmen (Zensur, Projekt Goldener Schild) nicht immer möglich. Datenhäfen können dementsprechend nicht garantieren, dass die abgelegten Daten überall abgerufen werden können. Ein weiterer Gedanke ist die Bereitstellung von Datenhäfen für die anonyme Publikation von geheimgehaltenen Dokumenten durch sogenannte Whistleblower.
Datenhäfen könnten helfen, Menschen in Ländern wie der Volksrepublik China, Singapur oder Saudi-Arabien, in denen die Meinungsfreiheit durch staatliche Zensur im Internet eingeschränkt ist, Zugang zu freien Inhalten zu gewährleisten. Allerdings werden hierfür an die Datenhäfen höhere Anforderungen gestellt, da diese Länder auch den Zugang zu Datenhäfen unterbinden können. Dementsprechend müssen technische oder organisatorische Maßnahmen getroffen werden, um die Datenhäfen dagegen zu sichern.

## Datenhäfen im Internet
Das Internet bietet sich aufgrund der dezentralen und verteilten Struktur für Datenhäfen an. Für bestimmte Arten von Datenhäfen (zum Beispiel für Whistleblowing) sind Anonymität im Internet und Informantenschutz weitere Gründe. Allerdings ist bisher noch kein etablierter Datenhafen in Betrieb.
Angeregt durch die Veröffentlichung des „Kaupthing-Berichts“ durch WikiLeaks im Juli 2009 entstand in Island die Idee, einen sicheren Hafen für freies Publizieren zu errichten. Der Vorschlag von „The Movement“, einer Plattform von Grassroots-Gruppen im isländischen Parlament, fand über Parteigrenzen hinweg Unterstützung, und die „Icelandic Modern Media Initiative“, ein Zusammenschluss von Juristen, Wissenschaftlern und Medienpraktikern, arbeitete daraufhin eine Gesetzesinitiative aus, die sich an Gesetzen unterschiedlicher Staaten orientiert. Sie beinhaltet einen umfangreichen Schutz für Whistleblower und Journalisten und hohe Anforderungen an Klagen gegen Veröffentlichungen. Das Gesetz soll auch die Immunität der Internetdienstanbieter sicherstellen und beinhaltet Informationsfreiheitsrechte.

## Beispiele
Die Firma HavenCo, die ab 2000 von der international nicht anerkannten Mikronation Sealand aus operierte, war ein Beispiel für einen zentralisierten Datenhafen ähnlich dem im Roman Cryptonomicon beschriebenen. Im November 2008 stellte das Unternehmen den Betrieb ohne weitere Erklärung ein.